# 王平洋
王平洋（1909年—2003年），男，上海人，中国电力专家，曾任华北电力设计院总工程师，中国电机工程学会副理事长、名誉理事长。